# 俞柏生
俞柏生（1913年9月7日—2008年），字伯蓀，宜興人，中華民國海軍二級上將，曾任中華民國海軍副總司令、副參謀總長等職務。

## 生平
1913年9月7日，俞柏生生於江蘇宜興。

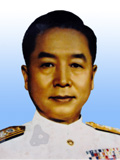
海軍二級上將俞柏生

1954年2月26日，洛陽號驅逐艦及漢陽號驅逐艦，在南卡羅來納移交給中華民國海軍。俞柏生擔任洛陽艦首任艦長。
1965年8月出任中華民國海軍副總司令。1970年6月授海軍二級上將軍銜。同年出任副參謀總長。
2008年，俞柏生上將逝世。